# Niels Laros
Niels Laros (ur. 17 kwietnia 2005 w Oosterhout) – holenderski biegacz średniodystansowy, olimpijczyk z Paryża 2024.

## Udział w zawodach międzynarodowych
| Impreza              | Rok  | Miejsce   | Wynik | Wynik  |
| Impreza              | Rok  | Miejsce   | 800 m | 1500 m |
| -------------------- | ---- | --------- | ----- | ------ |
| Igrzyska olimpijskie | 2024 | Paryż     | –     | 6      |
| Mistrzostwa świata   | 2023 | Budapeszt | –     | 10     |
| Mistrzostwa Europy   | 2024 | Rzym      | 23    | –      |
| Igrzyska europejskie | 2023 | Chorzów   | –     | brąz   |